# Четвериков, Николай Николаевич
Николай Николаевич Четвериков — советский хозяйственный, государственный и политический деятель.

## Биография
Родился в 1926 году. Член КПСС.
С 1949 года — на хозяйственной, общественной и политической работе. В 1949—2000 гг. — ответработник ТАСС, корреспондент ТАСС в Брюсселе, в советской разведке, в длительной загранкомандировке в Мали, заместитель резидента КГБ в Париже по линии «ПР», начальник 5-го отдела ПГУ КГБ СССР, резидент КГБ в Париже, 1-й секретарь Посольства СССР во Франции, заместитель заведующего Отделом международной информации ЦК КПСС, секретарь Союза журналистов СССР, председатель правления ВААП, руководитель частного агентства по авторским правам, советник мэра Москвы по международным вопросам.
Делегат XXVII съезда КПСС.
Жил в Москве.